# Husbyfjöl
Husbyfjöl är det tidigare namnet (fram till tidigt 1900-tal) på tätorten Borensberg i Brunneby socken i Östergötland.
Husbyfjöl omnämns första gången 17 april 1307 som Hosabyfiol, vilket betyder husabyn (kungsgården) vid bron (fjölen), närmare bestämt bron över Motala ström vid sjön Borens utlopp mot öster. Det kan också utläsas som bron (fjölen) vid Huseby. På en karta från ca 1644 kallas således själva bron "Huseby fiöll". Det samhälle som så småningom växte fram på platsen heter idag Borensberg.
Ordledet fjöl kommer av planka eller bräda. Den äldsta föregångaren till dagens ståtliga sexvalviga stenbro utgjordes således av en träbro eller spång. Namnet på en medeltida föregångare till strömbron i Motala var för övrigt Långspången ("langa spang" omnämnd 1383) och belägen nedströms dagens strömbro.

## Belägenheten
Husby vid bron över Motala ström är en av flera platser i Östergötland som en gång i tiden antas ha varit en kunglig husaby. Det geografiska läget vid ett av södra Sveriges största vattendrag, där dessutom de gamla vägarna från Skänninge/Vadstena, Örebro, Linköping  och Motala strålade samman, gav "Husby vid fjölen" en kommunikationsmässigt central plats i denna del av det medeltida Sverige. Belägenheten vid ett vattendrag som korsas av gamla landleder är ett utmärkande drag också för många andra husbyar i Sverige. Hyenstrand (1974) framhåller i sin avhandling om husbyar i Uppland, Södermanland och Västmanland att husbyarna för det mesta var belägna på kommunikationsmässigt goda platser vid vattenleder, åmynningar och vikar. Vid många av dem fanns dessutom kungshögar eller storhögar. Det senare passar dock inte in på den vid Motala ström belägna husbyn.
"Husby vid fjölen" omtalas 1307 som en gård. Som framgår nedan omfattade Husby, eller Huseby som området också kallades, åtminstone under 1500-talet minst fyra gårdar. Vilka namn dessa gårdar hade är inte känt, bara att de låg i det område som kallades Husby. Att området sträckte sig ända fram mot Brunneby kyrka och Kungs Norrby antyds av den så kallade Husbyängens belägenhet nedanför Brunneby musteri ned mot Norrbysjön å Kungs Norrbys marker. Det tyder på att Husby sträckte sig långt utöver det som idag är tätorten Borensberg. Inte långt från Husbyängen har gravar från yngre järnåldern påträffats Å andra sidan kan Husbyängen ha varit en utjord. Carl Fredric Broocman uppger in sin beskrivning av 1760-talets Östergötland att "Några hemman av the, som nu bära namn af Norrby, hawfa förr hetat Huseby och warit en gammal Sätesgård, som legat mellan Norrby och Bron och i anledning til thes nära belägenhet til Bron blifwit kallad Husebyfjöl, ty fjöl är samma som en smal bro".
Husbyfjöl är den enda kända husabyn i västra Östergötland. I den centrala delen av landskapet fanns gården Husby i den medeltida byn och socknen Husby-Vist ("Husaby Wist", senare omdöpt till Vist). Liksom i Husbyfjöl låg denna husaby inte långt från ett vattendrag, Stångån. Flest husbyar i Östergötland finns i öster, bland annat i socknarna Västra Husby och Östra Husby.
Husbyfjöls strategiska placering framgår inte bara av dess lokalisering i närheten av en bro där viktiga vägar korsade en betydande vattenväg, utan också av att slättbygden här övergår i en utlöpare av Tylöskogen, den fordom vidsträckta skogen i gränslandet mellan Östergötland och Närke samt mellan Götaland och Svealand. Enligt traditionen skall det i Husbyfjöl ha funnits ett kapell där de resande tog nattvarden innan de fortsatte färden in i det vilda skogsområdet i norr. I den förteckning över Linköpings stifts kapell som biskop Hans Brask sammanställde omkring år 1514 finns kapellet i Husbyfjöl med under beteckningen "Crucis circa Hosbyfyöll". Historikern Herman Schück menar att kapellet kan antas ha varit en gammal gårdskyrka som inte fått bli en sockenkyrka. Han menar också att Husbyfjöl som 1307 omtalas som en curia, en storgård, snart tycks ha nedlagts som en sådan.
Husbyfjöl fick också tidigt ett gästgiveri, närmare bestämt 1645 då en här belägen krog genom ett kungligt brev upphöjdes till gästgivargård. Ännu ett tecken på platsens centrala belägenhet är fornborgen på Juteberget strax norr om Husbyfjöl.
Husbyfjöl låg också centralt i Bobergs härad även om tingsplatsen inte förrän under 1600-talet flyttades till orten. Fram till mitten av 1500-talet hörde förutom ett antal socknar i söder även tre socknar i norr till häradet – Kristberg, Tjällmo och Godegård – varefter de båda senare överfördes till annat härad. Som framgått passerade vägen mellan norr och söder just genom Husbyfjöl.
Med tanke på att husabyn som Husbyfjöl åsyftar förefaller ha varit den enda i västra Östergötland har Henrik Schück framfört hypotesen att denna kungsgård eller bogård omfattade ett förvaltningsområde som förutom Bobergs härad även inkluderade Aska och Gullbergs härader och sannolikt också Skänningeslätten, det vill säga delar av Göstrings och Vifolka härader. Det baseras på ett antagande att den så kallade boindelningen i Östergötland var likartad den i Västergötland, där varje "bo" (förvaltningsområde) och därmed husaby (förvaltargård) omfattade flera härader. Schück räknar med att återstoden av västra Östergötland (bland annat Lysings och Dals härader vid Vättern) sorterade under husabyn på Visingsö (Husaby-Visingsö), medan mellersta Östergötland föll under Husaby-Vist. Enligt Schück ingår troligen det gamla bonamnet i namnet på det härad, Bobergs härad, inom vilket Husbyfjöl är beläget.

## Husbyfjöl från 1307 till 1423
I den äldsta beskrivningen av Husbyfjöl, det på latin författade dokumentet från våren 1307, får vi veta att gården Husbyfjöl inrymde "åkrar, betesmarker, kvarnar och övrigt som hör till denna gård" (Björn Gottliebs översättning). Exakt var dessa kvarnar låg framgår inte. Under lång tid har det längs Motala ström mellan Boren och Norrbysjön funnits mjölkvarnar vid Husbyfjöl, Henfors och Näs. Vid Näs och Ulvshem (Sågarhem), mittemot Henfors, har dessutom funnits sågkvarnar (den vid Ulvshem tillhörde Kungs Norrby). På 1642 års karta finns en mjölkvarn (med två par stenar) vid Henfors kronohemman och en (med tre par stenar) vid Näs kronohemman samt en sågkvarn vid kronohemmanet Ulvshem . Därtill kom fiske i Husebyåen på alla tre platserna. Enligt beskrivningen till 1876-77 års häradskarta fanns det vid Näs (Hammarsmedstorps säteri) tre vattenkvarnar och två sågar, vid Husbyfjöl (Klakops utjord) en vattenkvarn samt på Kungs Norrbys ägor en vattenkvarn och en såg.
Av den äldsta urkunden om Husbyfjöl framgår att gården tillhörde Sveriges ledande adelskretsar. Vid ett arvskifte 17 april 1307 efter Ingeborg Ulfsdotter (Ulv) hållit på borgen Göksholm i Närke bestämdes att Husbyfjöl tillsammans med bland annat Göksholm skulle tillfalla hennes dotter i äktenskapet med riksrådet och lagmannen i Närke Knut Matsson (Lejonbjälke). Arvtagerskan var ”fröken Birgitta”, Birgitta Knutsdotter (Lejonbjälke).
Att Ingeborg Ulfsdotter tillhörde rikets förnämsta släkter framgår också av att hennes andra man var riksrådet och drotsen Abjörn Sixtensson (Sparre av Tofta) (giftermål senast 1296). Själv tillhörde Ingeborg den svenska uradeln, den ur Bjälboätten (tidigare kallad Folkungaätten) utgrenade Ulvätten. Hennes far riddaren Ulf Karlsson (Ulv) (död 1281) var syssling till Magnus Ladulås och en av dennes förnämsta män. Hennes farfars far var jarlen Karl Döve, bror till Magnus Minnesköld och Birger Brosa.
Husbyfjöls äldste kände ägare, Ingeborg Ulfsdotter, var således av kungasläkt. Hon betecknas helt följdriktigt i ett diplom från 1297 som kung Birger Magnussons släkting. Det är inte förvånande med tanke på att Husby vid Motala ström varit en kunglig husaby. Till hennes ägor hörde enligt ett diplom från 31 december 1296 ännu en gård vid Motala ström, Hårstorp ("Haroxtorp") i Motala socken med tillhörande kvarnar och fisken. Hon ägde även gården Vinnerstad sydost om Motala, Harnäs ("Haranes"), sedermera Bråborgs kungsgård, i Dagsbergs socken öster om Norrköping, samt Klåstad, dagens Klosterstad öster om Vadstena.
Andra gången Husby vid Motala ström nämns i en handling är 13 juni 1423 då det bekräftas att riddaren och riksrådet Nils Erengislesson (av Hammerstaätten), tillika lagman i Södermanland, i gåva av sin avlidna hustru Märta Magnusdotter fått bland annat Husby med kvarn i Brunneby socken.
Husbys ägarlängd för perioden 1307–1423 kan rekonstrueras utifrån släktskapsförhållanden. Märta Magnusdotters mormors mor var Birgitta Knutsdotter och hennes mormors mormor Ingeborg Ulvsdotter. Det ger följande ägarlängd:
1. Ingeborg Ulfsdotter (Ulv)[15], död senast 1307
2. Birgitta Knutsdotter (Lejonbjälke), dotter till Ingeborg Ulvsdotter (Ulv) och riddaren Knut Matsson (Lejonbjälke), gift andra gången med riksrådet Magnus Bengtsson (Bengt Bossons ätt)
3. Katarina Magnusdotter (Bengt Bossons ätt), dotter till Birgitta Knutsdotter (Lejonbjälke) och riksrådet Magnus Bengtsson (Bengt Bossons ätt)[16], död senast 1371, gift senast 1345 med riddaren Lidinvard Haraldsson (Lidinvard Haraldssons ätt) (båda makarna begravda i Skänninge nunnekloster)
4. Margareta Lidinvardsdotter (Lidinvard Haraldssons ätt)[17], död efter 1399, gift senast 1383 med riddaren Magnus Håkansson (Magnus Marinasons ätt)[18], som tillhörde kung Erik av Pommerns unionsråd och som var död 1399.
5. Märta Magnusdotter (Magnus Marinasons ätt), död senast 1423, gift med riksrådet och hövitsmannen i Östergötland Nils Erengisleson (Hammerstaätten), som efter Märtas död gifte om sig med Katarina Knutsdotter (Grip)[19], vilken efter sin makes död gifte om sig 1444 eller 1445 med Ragvald Gustavsson (Tre Rosor av Horshaga). Katarina dog någon gång under åren 1449-1452.

Husbys ägarlängd är identisk med Göksholms vad gäller personerna 1-4. Skillnaden är att Märta Magnusdotters syster Kristina Magnusdotter (Magnus Marinasons ätt) ärvde Göksholm, medan Märta ärvde Husbyfjöl.

## Husbyfjöl på 1500-talet
Sedan dröjer det nästan hundra år innan platsen omtalas igen, närmare bestämt 16 mars 1519 i samband med ett ägobyte som avser två gårdar i "Husaby” i Brunneby socken med tillhörande gemensam hage samt gården Hyttan i samma socken. Riddaren och riksrådet Holger Karlsson (Gera) på Björkviks säteri i Östra Ryds socken i Östergötland bytte till sig de båda Husbygårdarna och Hyttan av riksrådet Knut Lindormsson på gården Sjögerås i Västergötland (son till riksrådet Lindorm Björnsson). Hur Husby hamnade i Knut Lindormssons ägo är inte utrett. Om gårdarna hade gått i arv från Nils Erengislesson till hans sonsons dotter Beata Nilsdotter (Grip) hade Holger Karlsson knappast behövt byta till sig den. Beata Nilsdotter och Holger Karlsson var nämligen gifta med varandra.
Redan året efter att Husby förvärvats av Holger Karlsson på Björkvik nämns ”Husby” i biskop Hans Brasks kopiebok. Biskopen köpte 24 april 1520 de båda gårdarna i Husby (betecknade som "gammalt frelse") för 200 mark svenska penningar av Holger Karlsson, som samma år blev lagman i Närke (1525–1541 lagman i Östergötland). Sex år tidigare (29 juni 1514) hade biskop Brask köpt en ängshage och ett ålfiske i Motala ström vid det Husby närbelägna Norrby, men redan 1 juli 1515 bytte han bort ålfisket mm i Norrby mot en ström och ett laxfiske i Norrköping. Ägare till ängshagen och ålfisket blev nu Erik Knutsson på "Hoff".
Redan åtta år efter Hans Brasks köp av de båda gårdarna i Husby förekommer två gårdar i "Huseby" i ett brev 6 augusti 1528 från kung Gustav Vasa till hans moster Kristina Nilsdotter (Gyllenstierna) rörande arvet efter kungens mormor Sigrid Eskilsdotter (Banér) (död 1527). På Gyllenstiernas lott föll då i Brunneby socken bland annat de båda gårdarna i Husby och en kvarn. De övriga gårdarna i Brunneby socken som blev Kristina Gyllenstiernas var Mörby, Örbäck, Bäckeby, Griskulla, Visselmyra ("Huislemyre"), "Wigerstörp" (idag Västanå) och Bjärka samt i Kristbergs socken Nordsjö ("Nordennsiö") och Björkenäs.
Kungen återkommer 5 oktober 1552 till Husby-gårdarna då han av Gyllenstierna önskar byta till sig ”två gårdar i Huusby” (även namnformen ”Huseby” finns i samma handling) samt Brunneby kvarn. Kungens motiv var att Husby-gårdarna låg "oss väll beläglige till enn ladegård under vår gård Nygård uthi Östergöttland". Nygårds närmare lokalisering är oklar men bör ha varit i närheten av Husby. Att Gustav Vasa fick sin vilja igenom framgår av ett brev i det kungliga registraturet 25 oktober 1552.
Några månader senare (19 januari 1553) ville kungen av riksrådet Karl Holgersson Gera på Björkvik byta till sig dennes två gårdar i "Huseby". Det fanns uppenbarligen fler än två gårdar i Husby, i varje fall minst fyra. En annan av Karl Holgerssons gårdar i Brunneby socken var sannolikt gården Hyttan (1 mantal), som han i likhet med de båda Husby-gårdarna bytte till sig 1528 (se ovan). Enligt 1562 års frälselängd över Östergötlands jordbesittande adel tillhörde nämligen gården Hyttan i Brunneby socken Karl Holgersson Gera. Karl Holgersson (död 1566) var son till den ovan nämnde Holger Karlsson (död 1541) som 1520 sålt två Husby-gårdar till biskop Brask. Biskopen hade vid sin landsflykt 1527 i Östergötland efterlämnat 23 gårdar som betraktades som hans personliga egendom ("Brasks köpgods"). Kungen hade lagt beslag på dem för egen räkning, men troligen inte de två Husby-gårdar som Karl Holgerssons far sålt till Hans Brask sju år innan den senare gick i landsflykt. Fadern, Holger Karlsson Gera, hade nämligen tillsammans med fogden på Stegeborgs slott fått som uppgift att till en början omhänderta det så kallade biskopsbordets egendomar. I samband därmed återtog sannolikt Holger Karlsson de båda gårdarna han sålt till biskopen. Det förklarar i så fall varför sonen Karl Holgersson under 1550-talet ägde två gårdar i Husby. Kungen och Karl Holgersson lyckades dock inte komma överens om villkoren för ett jordbyte innefattande de båda gårdarna i Husby.
Det 1528 företagna arvskiftet mellan Kristina Gyllenstierna och Gustav Vasa efter Sigrid Eskilsdotter Banér gjordes om 29 april 1553. I samband därmed tillföll flera gårdar i Brunneby socken kungen, närmare bestämt "Wigerstatörp" (dagens Västanå, nära Husbyfjöl), Grisekulla, Visselmyra ("Huislinge") och två gårdar i Örbäck ("Öffverbeck") samt Bjärka (alla dessa gårdar hade 1528 tillfallit Gyllenstierna), dock ingen gård i Husby. Därtill kom två gårdar i Kristbergs socken: Nordennsiö (Nordsjö)och Biörkenäsz (Björkenäs), vilka också blivit Gyllenstiernas egendom 1528.
Det slutliga skiftet mellan kungen och hans moster Kristina Gyllenstierna anses ha kommit till stånd 29 april 1553 (se ovan) men Gyllenstiernas del av arvet stadfästes av kungen först 10 juli 1555. Totalt fick Kristina 219 gårdar och kungen 151. På Gyllenstiernas lott föll i Brunneby socken "två gårder i Huseby", Brunneby kvarn, en utjord i Mörby, gården Bäckeby ("Berckeby") och en utjord i Söderby.
Den 19 februari 1560 kunde kungen ytterligare utöka sitt gårdsinnehav i trakten genom att av Anna Bengsdotter (Sparre) på Aspenäs (vid sjön Sommen i Östergötland) byta till sig en gård i Brunneby kyrkby och tillhörande "ålefiske vid Huseby fioll". Till gården hörde även torpet "Slatthet" (namnet går troligen igen i ängen "Slottet" som under 1930-talet brukades av den vid kyrkan närbelägna Brunneby gård). I bytet ingick även en gård i Näs ("Näset") samt kvarn och ålfiske vid Näs, beläget vid Motala ström nedströms Husbyfjöl.

## Husby och Kungs Norrby
Husby låg troligen inte långt ifrån det senare uppförda slottet Kungs Norrby. Gården Norrby (senare Kungs Norrby) omnämns första gången (senast) 1390 då Broder Assersson (två bjälkar), kungens fogde i Skänninge, sålde 1 attung jord i Norrby till riddaren Nils Magnusson (Röde). Denne gav 22 maj 1421 jorden i Norrby åt sin sven Karl Nilsson (Schack) för trogen tjänst. Karl Nilsson var under åren 1438–1458 häradshövding i Bobergs härad och bosatt på Norrby. Han upplät där 1456 jord och kvarn till kung Karl Knutsson. Senare kom Norrby i Vasaättens ägo. Det betyder att ätten Vasa kom att inneha både Husby och (Kungs) Norrby. I likhet med vad Husby vid Motala ström ursprungligen antas ha varit blev Kungs Norrby ett viktigt kungligt förvaltningscentrum.

## Husbyfjöl på 1900-talet
Husbyfjöl, nuvarande Borensberg, tillhör idag Motala kommun. Namnbytet skedde alldeles i början av 1900-talet. Post- och telestationerna och järnvägsstationen bytte namn till Borensberg innan samhället gjorde det respektive hette så redan från början. Poststationen benämndes från 1861 Borensberg, Telegrafstationen från 1875 och kanalstationen från 1900. Leden fjöl ansågs ha en nedsättande klang som myndigheter inte vill förknippas med. I tidningen Frihetsvännen 19 augusti 1862 omtalas att pastorsämbetet ligger i Borensberg.